# تشارلز كوك
تشارلز دي غانال كوك (بالإنجليزية: Charles Koch) (ولد في 1 نوفمبر، 1935). رجل أعمال أمريكي ملياردير وفاعل خير. في شهر أغسطس من عام 2021، تربع المرتبة العشرين بين أغنى أغنياء العالم على مؤشر بلومبرغ للمليارديرات، إذ قدرت ثروته الصافية ب 61.1 مليار دولار. كوك شريك في ملكية شركة كوك للصناعات ورئيسها والمدير التنفيذي لها منذ عام 1967، بينما شغل أخوه الراحل ديفيد كوك منصب نائب الرئيس التنفيذي. امتلك كل من تشارلز ودايفيد 42% من الشركة متعددة الأنشطة. ورث الإخوة المشروع التجاري عن أبيهم، فريد سي. كوك، ثم عملوا على توسيعه. تشتمل شركة كوك للصناعات، التي كانت تعمل أصلًا بشكل حصري في تكرير النفط والمواد الكيماوية، على معدات وتقنيات مكافحة التلوث، وتجارة البوليمرات والألياف والمعادن والأسمدة والسلع الأساسية وخدماتها، والمنتجات الإستهلاكية الحراجية، وتربية المواشي. تنتج هذه الشركات مجموعة واسعة من العلامات التجارية المعروفة مثل سجاد ستاينماستر، والعلامة التجارية ليكرا للدائن، وأنسجة كويلتد نورثرن، وكؤوس ديكسي كاب.
كوك هي أكبر شركة خاصة في الولايات المتحدة من حيث العائدات. في شهر فبراير 2014، احتل كوك المرتبة التاسعة بين أغنى أغنياء العالم وفقا لتقرير أعدته هورون ريبورت، إذ قدر صافي ثروته بنحو 36 مليار دولار. في وقت سابق، في أكتوبر 2012، احتل المرتبة السادسة بين أغنى أغنياء العالم بصافي ثروة يقدر بنحو 34 مليار دولار، حسب مؤشر بلومبيرغ للمليارديرات، وأيضًا احتل المرتبة 18 ضمن قائمة فوربس العالمية للمليارديرات لعام 2011 (والرابع في قائمة فوربس 400)، إذ قدرت صافي ثروته بنحو 25 مليار دولار، التي جائت من حصته البالغة 24% في شركة كوك للصناعات. نشر كوك ثلاثة كتب حول فلسفته التجارية تحت عناوين، علوم النجاح، والإدارة القائمة على السوق، والربح الجيد.
يدعم كوك عددًا من المنظمات التعليمية التحررية (الليبرتارية)، بما في ذلك معهد الدراسات الإنسانية ومعهد آين راند، ومركز ميركاتوس في جامعة جورج ماسون. يساهم أيضًا في الحزب الجمهوري والمرشحين والجماعات التحررية ومختلف المؤسسات الخيرية والثقافية. شارك في تأسيس معهد كاتو في واشنطن العاصمة. من خلال صندوق كوك الثقافي، الذي أسسته إليزابيث، زوجة تشارلز كوك، مولت العائلة أيضًا مشاريع فنية ودعمت فنانين مبدعين. كان كوك برفقة أخيه ممولًا هامًا للمجمعات الفكرية التي تضغط لمعارضة التشريعات التنظيمية البيئية.

## نشأته وتعليمه
ولد كوك وعاش في ويتشيتا بولاية كانساس، وهو واحد من أبناء كليمنتين ماري (اسم عائلتها قبل الزواج: روبنسون) وفريد تيس كوك. كان جد كوك، هاري كوك، مهاجرًا هولنديًا استقر غرب تكساس، وأسس صحيفة كواناه تريبيون-تشيف، وساهم في تأسيس خط كواناه، أكمي وباسيفيك للسكك الحديدية. كان من بين أجداد أمه القسيس الأسقفي وليام إنجراهام كيب، والسياسي ويليام بيرنيت كيني، والكاتبة كليمنتين ستدمان.
في مقابلة مع وارين كاسيل الابن، سجلت في فبراير عام 2016، قال كوك إنه لم يعش حياة متميزة كطفل رغم نشأته في أسرة ثرية. قال كوك: «أراد والدي أن أعمل وكأنني أفقر شخص في العالم». بعد الالتحاق بعدة مدارس ثانوية خاصة، تلقى كوك تعليمه في معهد ماساتشوستس للتكنولوجيا. هو عضو في أخوية بيتا ثيتا باي. حصل على درجة بكالوريوس العلوم في الهندسة عام 1957 ودرجة ماجستير العلوم في الهندسة الكيميائية عام 1960. صب كوك تركيزه على طرق تكرير النفط.
بعد تخرجه من الجامعة، بدأ كوك العمل في شركة آرثر دي. ليتل.

## مسيرته المهنية
في عام 1961، عاد كوك إلى ويتشيتا للانضمام إلى شركة روك آيلاند للنفط والتكرير التي كان والده يعمل فيها، والتي تعرف اليوم باسم (شركة كوك للصناعات). في عام 1967، أصبح رئيس للشركة التي كانت آنذاك شركة نفطية متوسطة الحجم. في العام ذاته، أعاد تسمية الشركة إلى (شركة كوك للصناعات) وذلك تكريمًا لوالده. ورث فردريك وبيل أخوا تشارلز أسهمًا في شركة كوك للصناعات. في شهر يونيو من العام 1983، وبعد سجال قانوني مع مجلس الإدارة، بيعت حصص فردريك وبيل بمبلغ 1.1 مليار دولار وصار تشارلز وأخوه الأصغر ديفيد صاحبي الأغلبية في الشركة. رغم التسوية التي حصلت، استمرت النزاعات القانونية حتى مايو 2001، عندما ذكرت شبكة سي بي إس نيوز أن شركة كوك للصناعات دفعت تسوية قدرها 25 مليون دولار.
في عام 2006، بلغت إيرادات شركة كوك للصناعات 90 مليار دولار، وهي زيادة تقدر بألفي ضعف، مما يمثل عائدًا سنويًا يصل إلى 18%. بلغت قيمة الشركة في عام 2014 41.3 مليار دولار (36 مليار دولار في عام 2013) حسب قائمة فوربس 400. عمل كوك بشكل روتيني لمدة 12 ساعة في المكتب (وكان يقضي بعدها وقتًا أطول يعمل في المنزل)، وأيضًا في عطلات نهاية الأسبوع، وكان يتوقع من المسؤولين التنفيذيين في الشركة العمل في عطلات نهاية الأسبوع أيضًا.
شغل كوك منصب مدير شركة إنترست فينانشال كورب منذ عام 1982 ومدير شركة كوك للصناعات منذ عام 1982. هو مدير شركة إنفيستا للراتنج والألياف ومدير شركة جورجيا باسيفيك لمنتجات الورق واللباب. أسس كوك أو ساعد في تأسيس عدة منظمات، بما فيها معهد كاتو، ومعهد الدراسات الإنسانية، ومركز ميركاتس في جامعة جورج ماسون، ومعهد ميثاق الحقوق، ومعهد الإدارة القائمة على السوق. هو عضو في جمعية مونت بيليرين.

## آراؤه السياسية والاقتصادية
بحسب ستيفن مور، تأثر كوك بكل من أليكسيس دو توكفيل، وآدم سميث، ومايكل بولاني، وجوزيف شومبيتر، وجوليان سيمون، وبول جونسون، وتوماس سويل، وتشارلز موري، وليونارد ريد، وإف. أيه. هاربر. من بين أكثر الرؤساء الذين أعجب بهم جورج واشنطن، وجروفر كليفلاند، وكالفين كوليدج. ذكر كوك مقابلة مع مجلة «بزنس» الأمريكية أنه يدين «بعرفان وامتنان كبيرين للعمالقة الذين أسسوا المدرسة النمساوية للاقتصاد. لقد طوروا مبادئ سمحت لنا فهم كيفية عمل العالم، ومثلت تلك الأفكار حافزًا لتطوير إدارة قائمة على السوق». يعرب على وجه الخصوص عن إعجابه بكتاب لودفيغ فون ميسيس «العمل الإنساني»، وكذلك بكتابات فريدريك هايك. قال كوك «أن الافتتان قصير المدى بالأرباح الفصلية في وول ستريت يحد من إمكانية أرباح شركات تداول عام ضمن قائمة فورتشن 500». يعتبر كوك أيضًا أن الشركات العامة بمثابة «أراض خصبة للمحامين والدعاوى القضائية»، إذ تشريعات قوانين مثل ساربينز أوكسلي لا تؤدي إلا إلى زيادة إمكانيات أرباح الشركات المملوكة للقطاع الخاص.
يزدي كوك «الحكومة الكبيرة» و«الطبقة السياسية». يعتقد أن أصحاب المليارات وارن بافيت وجورج سوروس، اللذان يمولان منظمات ذات أيديولوجيات مختلفة، «لم يتعرضا بالقدر الكافي لأفكار الحرية». يدعي كوك أن «الازدهار بموضع هجوم» من قبل إدارة أوباما وسعى إلى التحذير من «السياسات التي تهدد بتآكل حريتنا الاقتصادية وتحويل مبالغ طائلة من المال إلى الدولة».  

## \وصلات خارجية
- تشارلز كوك على موقع الموسوعة البريطانية (الإنجليزية)
- تشارلز كوك على موقع مونزينجر (الألمانية)
- تشارلز كوك على موقع إن إن دي بي (الإنجليزية)
- Profile نسخة محفوظة 10 سبتمبر 2014 على موقع واي باك مشين. at Koch Industries
- Charles G. Koch Charitable Foundation
- Profile at Philanthropy Roundtable
- Charles G. Koch Summer Fellow Program at the Institute for Humane Studies at جامعة جورج ماسون
- Koch's bio at the Mercatus Center
- Names in the News: David and Charles Koch at FollowTheMoney.org
- Political contributions from Influence Explorer at the مؤسسة ضوء الشمس